# Пад Пјонгјанга (1592)
Пад Пјонгјанга (енгл. Siege of Pyongyang) био је јапанска победа током јапанске инвазије Кореје (1592).

## Позадина
Пробивши корејску одбрану на реци Имђин својим лукавством, јапански генерали, међу којима је постојала изражена суревњивост и такмичарски дух, нису наставили напредовање ка Пјонгјангу и Кини заједно, већ су поделили своје снаге, одредивши правце напредовања коцком. Кониши је кренуо на север, у Пјонгјанг,   Като на североисток, у провинцију Хамгјонг, а Курода на запад, у провинцију Хвангхе. На корејској страни, генерал Ји Ил је поново успео да побегне из битке, овог пута прерушен у носача, и јавио је краљу о поразу, који га је сместа поставио за заповедника преосталих корејских снага, које су запоселе газове реке Тадонг, под самим зидинама Пјонгјанга.

## Битка
Јапанци су стигли до реке Тадонг 8. јуна, али их је поново задржао недостатак чамаца за прелаз: сутрадан су послали преговараче краљу у Пјонгјанг, безуспешно нудећи мир у замену за слободан пролаз до Кине. Краљ је 10. јуна напустио Пјонгјанг и побегао на кинеску границу, оставивши у граду и на газовима реке Тадонг око 10.000 војника под командом генерала Ким Мјунг-вуна и Јун Ту-суа. Неколико дана касније, корејски генерали су покушали ноћни напад на јапански логор, откривши тако Јапанцима газове за прелаз реке. Јапанци су прешли реку у толиком броју, да су се Корејанци повукли испаливши свега неколико стрела. Сам Пјонгјанг је пао без борбе, пошто се посада повукла, претходно потопивши све топове и тешко наоружање.